# 有毛条果芥
有毛条果芥（学名：Parrya pinnatifida var. hirsuta）为十字花科条果芥属下的一个变种。